# 1,1,1-tris(clorometil)etano
El 1,1,1-tris(clorometil)etano o 1,3-dicloro-2-(clorometil)-2-metilpropano de acuerdo a la nomenclatura IUPAC, es un compuesto orgánico de fórmula molecular C5H9Cl3. Es un haloalcano derivado del neopentano con tres átomos de cloro unidos respectivamente a tres de los carbonos terminales.

## Propiedades físicas y químicas
A 25 °C el 1,1,1-tris(clorometil)etano es un líquido que solidifica a 18 °C. Su punto de ebullición, a 22 mmHg de presión, es de 89 - 90 °C, mientras que a presión normal su punto de ebullición estimado es de 196 °C. Tiene una densidad mayor que la del agua, ρ = 1,271 g/cm³.
El valor del logaritmo de su coeficiente de reparto, logP = 3,13, indica que es mucho más soluble en disolventes apolares —como el 1-octanol— que en disolventes polares.
Así, en agua es prácticamente insoluble, en proporción de 66 mg/L.

## Síntesis
El 1,1,1-tris(clorometil)etano se obtiene por cloración de 1,1,1-tris(hidroximetil)etano con cloruro de tionilo, empleando como catalizador óxido de trifenilfosfina. La reacción se lleva a cabo a una temperatura de 110 - 135 °C y el rendimiento obtenido alcanza el 85%.
Igualmente, la reacción de diazometano con cloroformo produce 1,1,1-tris(clorometil)etano. Esta reacción es inducida por medio de luz.

## Usos
A partir del 1,1,1-tris(clorometil)etano se han sintetizado arsanos terciarios multidentados quirales.
Otros usos de este compuesto incluyen la síntesis de ligandos tripodales funcionalizados para aplicaciones de rayos X e imágenes radioactivas, la elaboración de compuestos de fenol «obstaculizado», usados como antioxidantes, y la fabricación de polímeros en estrella densos con puentes.
Asimismo se ha propuesto su utilización en la producción de composiciones curables de tioéteres, que tienen aplicación como revestimientos y sellantes.